# Richard Jeffrey Danzig
Richard Jeffrey Danzig (New York, 8 settembre 1944) è un avvocato statunitense.

## Biografia
Fu il ventitreesimo segretario della marina statunitense (United States Department of Defense, settantunesimo in totale) sotto il presidente degli Stati Uniti d'America Bill Clinton.
Studiò al Bronx High School of Science, specializzandosi poi prima al Reed College, all'università di Oxford e infine alla Yale Law School, ricevendo in seguito una borsa di studio dalla Harvard Society of Fellows. Egli è stato anche sotto-segretario della marina statunitense dal 29 novembre 1993 al 30 maggio 1997.
Ha due figli, David e Lisa.